# Артур Барсегјан
Артур Барсегјан (јерм. Արթուր Բարսեղյան; Јереван, 29. март 2002) јерменски је пливач чија специјалност су спринтерске трке делфин и слободним стилом. Вишеструки је национални првак и рекордер.

## Спортска каријера
Прво значајније такмичење међународног карактера на ком је Барсегјан учествовао, било је светско јуниорско првенство 2017. у Индијанаполису, где је јерменски пливач остварио долидне резултате. Годину дана касније прво је пливао на европском јуниорском, а потом и на континенталном првенству у конкуренцији сениора.
Први значајнији успех у каријери постигао је на Олимпијским играма младих у Буенос Ајресу 2018. где је успео да се пласира у финале трке на 50 метара слободним стилом, поставши тако првим јерменским пливачем у историји који је успео да се палсира у финале неког од највећих светских пливачких такмичења. У финалу је Барсегјан освојио укупно осмо место.
На сениорским светским првенствима је дебитовао у корејском Квангџуу 2019. године. У Квангџуу је Барсегјан наступио у четири трке, на 100 делфин (56) и 100 слободно (48), те у штафетама 4×100 мешовито (30) и 4×100 слободно микс (22. место).
Први пласман у финале неког од светских првенстава остварио је на Светском јуниорском првенству 2019. у Будимпешти где је као шестопласирани успео да се квалификује у финале трке на 100 слободно (у финалу заузео укупно седмо место). У трци на 50 слободно заузео је укупно десето место у полуфиналу.